# UFC 56
UFC 56: Full Force（ユーエフシー・フィフティシックス：フル・フォース）は、アメリカ合衆国の総合格闘技団体「UFC」の大会の一つ。2005年11月19日、ネバダ州ラスベガスのMGMグランド・ガーデン・アリーナで開催された。

## 大会概要
メインイベントのUFC世界ミドル級タイトルマッチでは、王者リッチ・フランクリンが挑戦者ネイサン・クォーリーを左ストレートによるKOで降し、王座の初防衛に成功した。
王者マット・ヒューズと挑戦者ジョー・リッグスによるUFC世界ウェルター級タイトルマッチは、リッグスの体重超過によってノンタイトル戦へと変更された。

## 試合結果

### プレリミナリィカード
第1試合 ウェルター級 5分3R
○  ニック・トンプソン vs.  キース・ウィスニエフスキー ×
3R終了 判定3-0（30-27、30-27、30-27）
第2試合 ウェルター級 5分3R
○  チアゴ・アウベス vs.  アンサー・チャランゴフ ×
1R 2:25 TKO（レフェリーストップ：パウンド）
第3試合 ライトヘビー級 5分3R
○  サム・ホーガー vs.  ジェフ・ニュートン ×
2R 2:05 チョークスリーパー

### メインカード
第4試合 ミドル級 5分3R
○  ジェレミー・ホーン vs.  トレヴァー・プラングリー ×
3R終了 判定3-0（29-28、29-28、29-28）
第5試合 ウェルター級 5分3R
○  ジョルジュ・サンピエール vs.  ショーン・シャーク ×
2R 2:53 TKO（レフェリーストップ：パウンド）
第6試合 キャッチウェイトバウト（173ポンド） 5分3R
○  マット・ヒューズ vs.  ジョー・リッグス ×
1R 3:28 チキンウィングアームロック
※リッグスの体重超過によりウェルター級から変更
第7試合 ヘビー級 5分3R
○  ガブリエル・ゴンザーガ vs.  ケビン・ジョーダン ×
3R 4:39 KO（右スーパーマンパンチ）
第8試合 UFC世界ミドル級タイトルマッチ 5分5R
○  リッチ・フランクリン vs.  ネイサン・クォーリー ×
1R 2:34 KO（左ストレート）
※フランクリンが王座の初防衛に成功